# Bahnhof Mainz-Marienborn

Der Bahnhof Mainz-Marienborn ist ein Bahnhof an der Bahnstrecke Alzey–Mainz im Mainzer Stadtteil Marienborn.

## Lage und Geschichte
Der Bahnhof liegt am Streckenkilometer 39,9 und wurde im Zuge des Baus der Bahnstrecke von Mainz nach Alzey am 18. Dezember 1871 durch die Hessische Ludwigsbahn eröffnet. Er liegt am Westrand der Ortslage Marienborns und trägt die Anschrift Achardstraße 1. 1906 erhielt der Bahnhof Ausfahrsignale. Im Zuge der Eingemeindung Marienborns nach Mainz wurde der Bahnhof 1970 von Marienborn in Mainz-Marienborn umbenannt.
Beim Bau der Straßenbahnstrecke Mainzelbahn 2014–2016 wurde eine Eisenbahnbrücke mitsamt dem Bahnhof neu errichtet, um die Straßenbahn unter der Eisenbahnstrecke hindurch zu führen. Hierdurch wurde eine Verkehrsstation mit optimalem Anschluss an den innerstädtischen Mainzer ÖPNV geschaffen. Um eine mehrmonatige Sperrung der Bahnverbindung zu umgehen, wurde die neue Brücke an anderer Stelle errichtet und dann nach zehnmonatiger Bauzeit an ihren Bestimmungsort verschoben. Hierzu wurden zwischen dem 27. und 31. Juli 2015 etwa 5000 Kubikmeter Bahndamm im Bereich des Bahnhofs entfernt. Nachdem die Brücke eingeschoben war, konnten die restlichen Anschlussarbeiten verrichtet werden, ehe der neue Bahnhof am 6. August wieder in Betrieb ging. Somit war die Strecke nur 9 Tage unterbrochen.

## Ausstattung
Der Bahnhof verfügt über einen 171 m langen und 55 cm hohen Bahnsteig an Gleis 2. Es existieren Dynamische Schriftanzeiger und Aushänge zur Fahrgastinformation und Wetterschutzhäuschen als Unterstand für wartende Fahrgäste.
Das Gleis 1 verfügt über keinen Bahnsteig. Bilder zeigen aber, dass 2006 ein Zwischenbahnsteig existierte und der Bahnhof über eine Laderampe verfügte, die im Herbst 1987 zur Zuckerrübenverladung genutzt wurde.

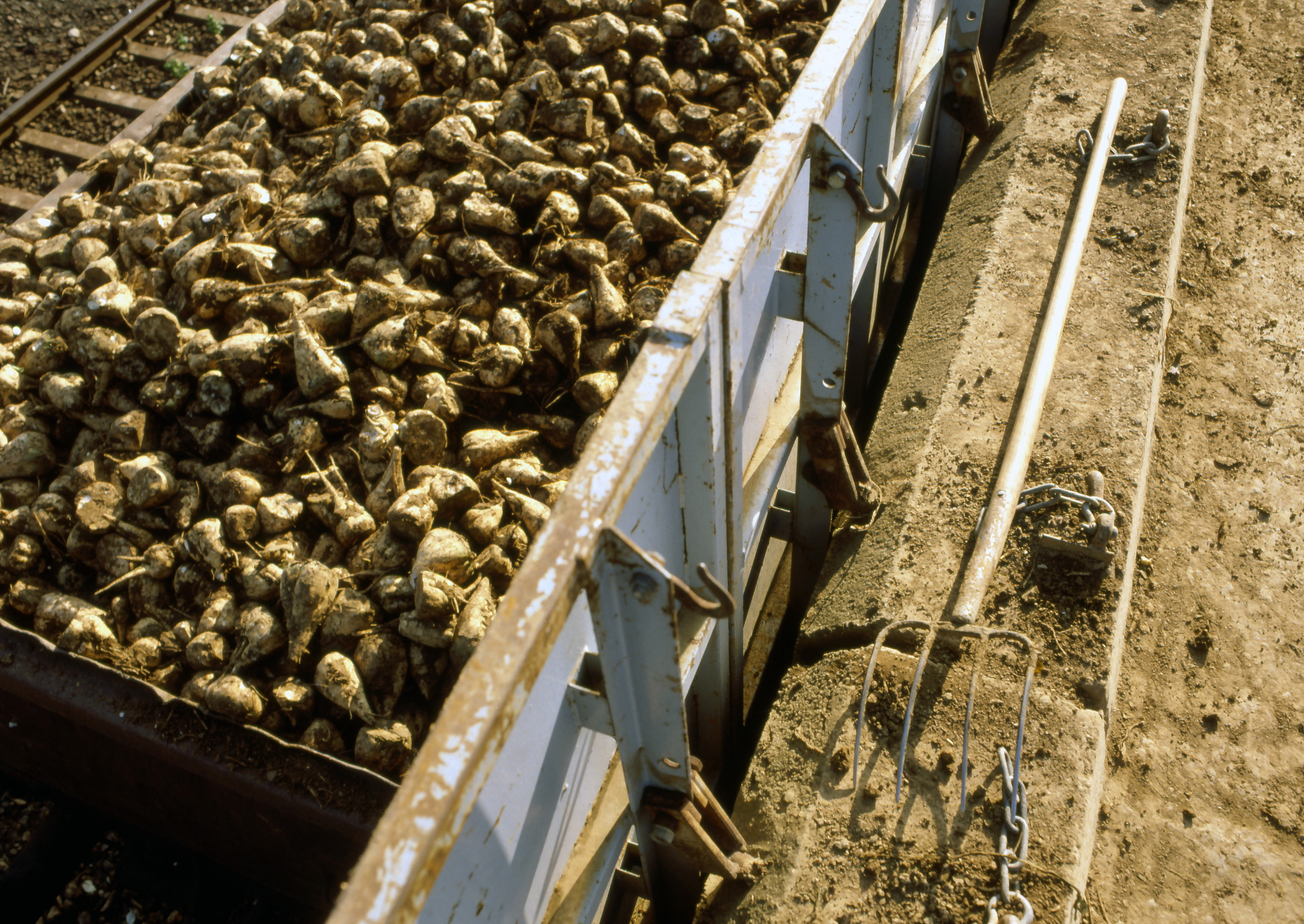
Verladung von Zuckerrüben im Bahnhof Mainz-Marienborn

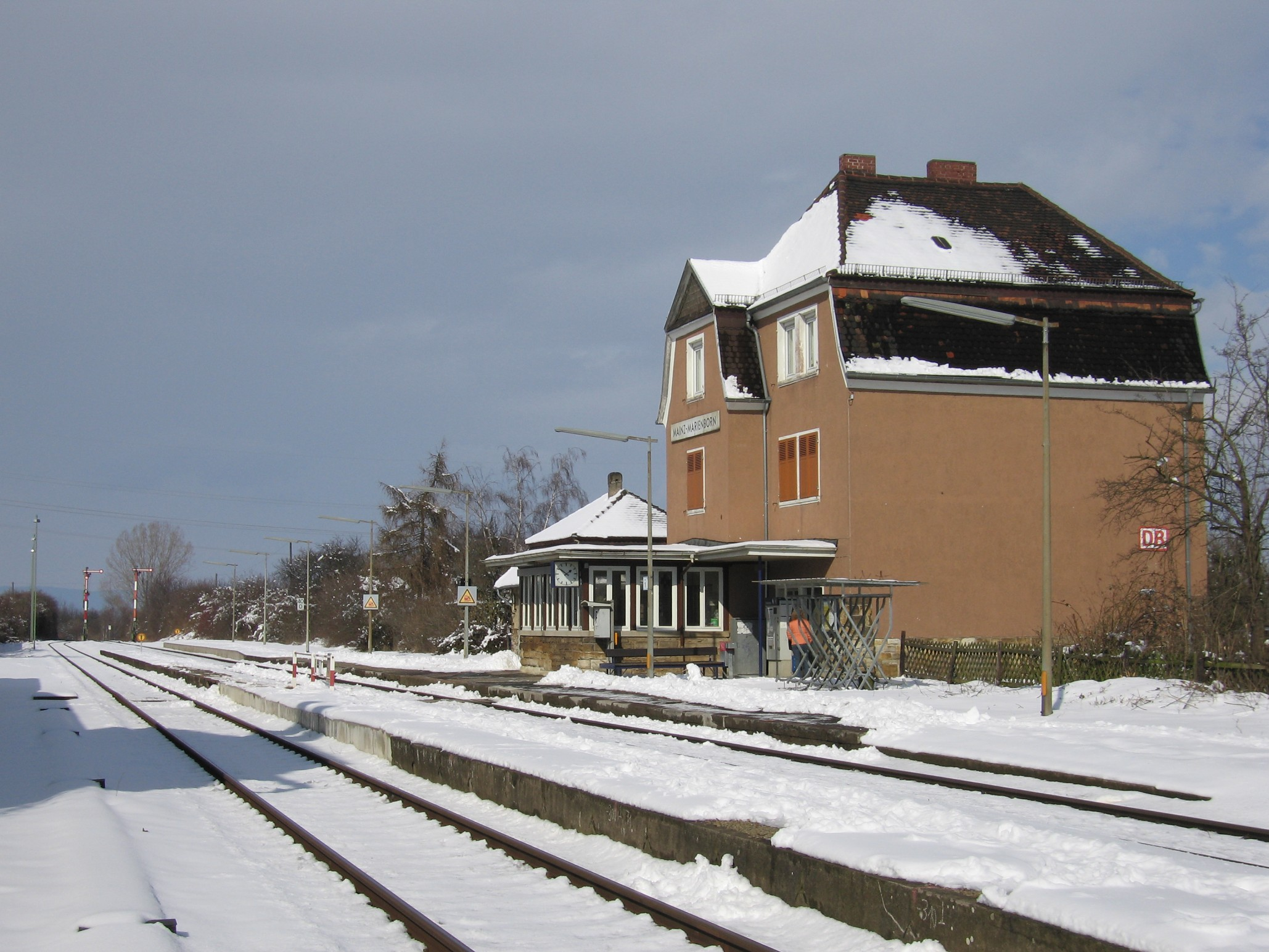
Bahnhof Mainz-Marienborn im Jahr 2006

## Betrieb
| Linie | Linienweg | Betreiber         |
| ----- | --- | ----------------- |
| RB 31 | Mainz Hbf – Mainz Waggonfabrik – Mainz-Gonsenheim – Mainz-Marienborn – Klein Winternheim-Ober Olm – Nieder-Olm – Saulheim – Wörrstadt – Armsheim – Albig – Alzey – Wahlheim – Freimersheim – Kirchheimbolanden                                                                                            | vlexx             |
| 51    | Lerchenberg Hindemithstraße – Marienborn Bahnhof – Bretzenheim Ludwig-Nauth-Straße – Jakob-Heinz-Straße/Arena – Universität – Hauptbahnhof – Bismarckplatz – Gonsenheim Kapellenstraße – Gemarkungsgrenze – Finthen Poststraße                                                                            | Mainzer Mobilität |
| 53    | Lerchenberg Hindemithstraße – Marienborn Bahnhof – Bretzenheim/Ludwig-Nauthstraße – Jakob-Heinz-Straße/Arena – Universität – Hauptbahnhof – Schillerplatz – Pariser Tor – Jägerhaus – Mühldreieck P+R – Hechtsheim Bürgerhaus                                                                             | Mainzer Mobilität |
| 70    | Marienborn Bahnhof – Bretzenheim Wilhelm-Quetsch-Straße – Alte Ziegelei – Pariser Tor – Altstadt/Holzhof – Höfchen – Kaisertor/Stadtbibliothek – Neustadt Straßenbahnamt | Mainzer Mobilität |
| 90    | Marienborn Bahnhof – Bretzenheim Wilhelm-Quetsch-Straße – Bretzenheim St. Bernhard – Backhaushohl – Universität – Hauptbahnhof – Schillerplatz – Rheingoldhalle/Rathaus – Stadtpark/LEIZA – Weisenau Wormser Straße – Laubenheim Bahnhof – Laubenheim Hans-Zöller-Straße – Laubenheim Rüsselsheimer Allee | Mainzer Mobilität |

(Stand: 19. Januar 2025)
Seit 2014 finden im Bahnhof Mainz-Marienborn planmäßig Zugkreuzungen zwischen der RB aus Alzey und dem RE nach Alzey statt, wobei die durchfahrende Regionalexpress das bahnsteiglose Gleis 1 nutzt. Während die Regionalbahn vormittags weiter nach Kirchheimbolanden verkehrt, besteht nachmittags aus Kirchheimbolanden die Verbindung nach Marienborn; es gibt allerdings keine ganztägige Verbindung in beide Richtungen, da die jeweilige Gegenrichtung als RE gefahren wird und dieser nicht in Mainz-Marienborn hält.
Siehe auch: Liste der SPNV-Linien in Rheinland-Pfalz